# Мацапура Микола Іванович
Микóла Івáнович Мацапу́ра (10 серпня 1900, Радомишль — 3 січня 1974, Київ) — український мистецтвознавець, шевченкознавець, діяч музейної справи.

## Життєпис
Народився 10 серпня 1900 року в Радомишлі (нині Житомирська область, Україна). Закінчив 1919 року Радомишльську чоловічу гімназію і того ж року мобілізований до Червоної армії, служив писарем. На початку 1930-х років деякий час навчався в Харківському автошляховому інституті. З 1933 року — в музейних установах Харкова: завідувач меморіального відділу НДІ Тараса Шевченка, надалі — завідувач фондів, головний зберігач — заступник директора з наукової частини Галереї картин Т. Г. Шевченка. 1941 року закінчив курси підвищення кваліфікації наукових працівників художніх музеїв у Ленінграді. У 1941 році керував евакуацією з Харкова експонатів Галереї, а також прибулих з Києва цінностей Центрального музею Т. Г. Шевченка та Будинку-музею Т. Г. Шевченка в Києві.
В евакуації працював на військовому заводі в м. Куйбишеві (тепер — Самара). 1943 року відкликаний до Уфи, де на той час перебували Академія наук УРСР і Спілка художників УРСР, і призначений заступником директора новоутвореного Державного літературно-художнього музею Т. Г. Шевченка і одночасно  — заступником директора та завідувачем фондів Державних фондів художніх музеїв України. У другій половині 1944 року займався реевакуацією музейних цінностей, що були евакуйовані у 1941 році, з Новосибірська до Харкова.
З 1944 по 1950 роки — директор Державного музею Т. Г. Шевченка (тепер — Національний музей Тараса Шевченка), з 1950 року — заступник директора цього музею з наукової частини, з 1953 року — директор Літературно-меморіального будинку-музею Т. Г. Шевченка в Києві. 1956 року важко захворів і вийшов на пенсію, продовжуючи до кінця життя науково-дослідну роботу на ниві шевченкознавства.
З 1965 року — член Спілки художників України (секція мистецтвознавства).
Дружина — художниця Віра Іванівна Бура-Мацапура, учениця Михайла Бойчука. У фондах Національного музею Тараса Шевченка зберігаються її роботи — плакат з нагоди відкриття Державного музею Т. Г. Шевченка (1949), офорт «Палаючий Київський державний університет імені Т. Г. Шевченка, підірваний фашистами», малюнки, виконані у Каневі.

### Керівництво музейними установами
У будинку на бульварі Тараса Шевченка, 12 (колишній особняк М. А. Терещенка, зведений в 1870-х роках за проектом В. М. Ніколаєва), нечисленний колектив музею, очолюваний М. І. Мацапурою, за 8 місяців створив першу в історії шевченківських музеїв розширену експозицію, що містилася в 24 залах. 24 квітня 1949 року музей було відкрито для відвідувачів.
За ініціативи й під керівництвом Миколи Івановича у 1953 — 1955 роках здійснено ремонт будівлі, значне переобладнання і технічне переоснащення приміщень Літературно-меморіального будинку-музею Т. Г. Шевченка в Києві.
М. І. Мацапурі належить також авторство й організація побудови експозицій:
- музею Державного заповідника «Могила Т. Г. Шевченка» в Каневі (1946 — 1950);
- Державного літературно-меморіального музею Івана Франка у Львові (1947);
- музею Івана Франка для Товариства об'єднаних українців, що мешкають у Канаді (1954  —1956);
- організація побудови експозиції літературно-меморіальних музеїв: В. Г. Короленка в Полтаві (1946) та М. О. Островського у Шепетівці (1947 та 1950).

## Наукова діяльність
Перші наукові публікації М. І. Мацапури належать до 1945 року. Автор багатьох атрибуцій та коментарів, наукових праць, статей. Упорядник та автор атрибуцій 7-го — 10-го томів Повного зібрання творів Т. Г. Шевченка у 10-ти томах (1961), «Мистецької спадщини» Тараса Шевченка у 4-х томах (1961). Підтримував творчі зв'язки з відомими шевченкознавцями І. Я. Айзенштоком, Є. А. Ковалевською, М. І. Моринцем, П. В. Журом, письменницею та літературознавцем М. С. Шагінян та ін.

## Нагороди та відзнаки
- Медаль «За доблестный труд в Великой Отечественной войне 1941—1945 гг.» (1944);
- Почесна грамота Комітету у справах мистецтв при РНК СРСР (1942);
- Почесна грамота Комітету у справах культурно-освітніх установ УРСР (1949);
- Подяка Правління Українського товариства культурного зв'язку з закордоном (1956).

## Цікаві факти
- Усі шевченківські цінності, евакуйовані з Харкова на початку війни, було врятовано, і жоден експонат не загинув під час реевакуації з Новосибірська через Москву до Харкова.
- Микола Іванович провів екскурсію для урядової комісії, що оглядала експозицію ДМШ, в якій були родич Тараса Шевченка Терентій Шевченко, М. С. Хрущов з сином Сергієм, М. П. Бажан, П. Г. Тичина, І. С. Їжакевич та інші відомі політичні та культурні діячі.
- З ініціативи М. І. Мацапури Хрещатицький провулок, де під № 8-а (у колишньому будинку Житницьких) розташований Літературно-меморіальний будинок-музей Тараса Шевченка, 1954 року перейменовано на Шевченка Тараса провулок.
- Відомий український історик, дослідник і глибокий знавець козаччини Д. І. Яворницький, з яким М. І. Мацапура зустрічався 1935 року у Дніпропетровську, вважав Миколу Івановича нащадком запорозького сотника на прізвище Мацапура, який перший кинувся у бій з польською шляхтою під час битви під Жовтими Водами (1648).

## Пам'ять
На відзнаку 110-річчя зо дня народження М. І. Мацапури 15 вересня 2010 року відбувся вечір пам'яті в Національному музеї Тараса Шевченка, було розгорнуто виставку фотоматеріалів, друкованих робіт М. І. Мацапури, що зберігаються в родинному архіві.
У 2011 році вийшов збірник наукових статей М. І. Мацапури і спогадів про нього «Дослідник на ниві Шевченкознавства», укладений донькою Тетяною Миколаївною Мацапурою. У збірнику, зокрема, міститься список наукових праць, статей та фактів участі М. І. Мацапури в роботі секції мистецтвознавства Спілки художників УРСР (всього 118 назв).